# Xã North Brown, Quận Edwards, Kansas
Xã North Brown (tiếng Anh: North Brown Township) là một xã thuộc quận Edwards, tiểu bang Kansas, Hoa Kỳ. Năm 2010, dân số của xã này là 64 người.